# جامعة البطانة
جامعة البطانة بالإنجليزية (University of Al-Butana)هي جامعة سودانية تقع في ولاية الجزيرة وتتبع لمحلية شرق الجزيرة، تحديداً في مدينة رفاعة
 تأسست الجامعة في عام 2001م بكلية التربية والتي كانت تتبع لجامعة الجزيرة ومن ثم كلية علوم الإدارة والاقتصاد بالهلالية، وكلية الطب البيطري بمدينة تمبول

## الكليات
- كلية التربية
- كلية علوم الإدارة والاقتصاد
- كلية الطب البيطري
- كلية الطب
- كلية علوم الإدارة والاقتصاد
- كلية علوم الحاسوب وتقانة المعلومات
- كلية علوم المختبرات الطبية
- كلية العلوم الطبية التطبيقية
- كلية الدراسات العليا
- معهد البحوث والدراسات الإستراتيجية

### كلية الطب البيطري
مقرها بولاية الجزيرة، كان الاساس إنشائها هو أن تكون بداية لتأسيس جامعة البطانة، أول دفعه قبلت فيها سنة 2005 وأخر دفعه قبلت فيها قبل تغير الاسم إلى جامعة البطانة سنة 2009 من الدفعة 28 إلى الدفعة 32.

## قانون الجامعة
تم إجازة قانونها من قبل المجلس الوطنى في العام 2008 وصادق عليه الرئيس السابق عمر البشير في نفس العام، ومن ثم تم تعيين مدير الجامعة في سبتمبر 2009.